# Pascal Kaul
Pascal Kaul (* 3. September 1962 in Winterthur) ist ein Schweizer Badmintonspieler, der für den BSC Vitudurum startet.

## Sportliche Karriere
Pascal Kaul wurde 1962 in Winterthur geboren. Sein Vater, Raymond Kaul, war Gründer des BSC Vitudurum und dort als Präsident und Trainer aktiv.
Ab dem Alter von elf Jahren nahm Kaul an den Schülertraining des Clubs teil. Ab 1978 nahm er an Juniorenschweizermeisterschaften teil, 1979 gewann er dabei den ersten Juniorentitel. 1982 sicherte er sich seinen ersten Titel bei den Erwachsenen. Ein Jahr später war er sowohl im Einzel als auch im Doppel erfolgreich und nahm an der WM in Kopenhagen teil, wo er das Haupttableau erreichte. 1984 und 1986 erkämpfte er sich noch einmal der Einzeltitel, ehe er 1988 seinen letzten Schweizer Titel im Doppel erringen konnte. Bis 1996 stand er regelmässig auf dem Podest an Schweizer Meisterschaften und konnte insgesamt sieben Titel gewinnen.
International war er mehrfach bei den Spanish International erfolgreich.

## Sportliche Erfolge
| Veranstaltung | Saison                                 | Disziplin    | Platz | Name                         |
| ------------- | -------------------------------------- | ------------ | ----- | ---------------------------- |
| 1980          | Schweizer Meisterschaften der Junioren | Herreneinzel | 1     | Pascal Kaul                  |
| 1980          | Schweizer Meisterschaften der Junioren | Herrendoppel | 1     | Pascal Kaul / Daniel Hänggi  |
| 1982          | Schweizer Einzelmeisterschaften        | Herreneinzel | 1     | Pascal Kaul                  |
| 1983          | Schweizer Einzelmeisterschaften        | Herreneinzel | 1     | Pascal Kaul                  |
| 1983          | Schweizer Einzelmeisterschaften        | Herrendoppel | 1     | Pierre Duboux / Pascal Kaul  |
| 1984          | Spanish International                  | Mixed        | 1     | Pascal Kaul / Loli Alonso    |
| 1984          | Spanish International                  | Herreneinzel | 1     | Pascal Kaul                  |
| 1984          | Schweizer Einzelmeisterschaften        | Herreneinzel | 1     | Pascal Kaul                  |
| 1985          | Spanish International                  | Herrendoppel | 1     | Pascal Kaul / Pedro V. Blach |
| 1985          | Spanish International                  | Herreneinzel | 1     | Pascal Kaul                  |
| 1986          | Schweizer Einzelmeisterschaften        | Herreneinzel | 1     | Pascal Kaul                  |
| 1988          | Schweizer Einzelmeisterschaften        | Herrendoppel | 1     | Yvan Philip / Pascal Kaul    |